# フレシェ開始距離
フレシェ開始距離 (英：Fréchet Inception Distance; FID)は、生成モデル（例えば敵対的生成ネットワーク（GAN） や拡散モデル)によって生成された画像の品質を評価するために使用される評価指標である。
FIDは、生成画像の分布と、実画像（「グラウンドトゥルース」）の分布とを比較する。個々の画像ではなく、多数の画像に対する平均と共分散を比較するため、視覚的特徴を捉える高次元の特徴ベクトルが必要となる。この特徴抽出には、Inception系の畳み込みニューラルネットワークが用いられる。
FIDは、以前から使われていたInception Score（IS）を改良する形で考案された。ISが生成画像の分布のみを見るのに対し、FIDは実画像との類似性も考慮する。FIDスコアが小さいほど、より現実的で多様性のある画像が生成されたことを意味する。一方、ISが高いモデルは、個々の画像の品質が高い傾向にある。
この指標は2017年に初めて提案され、2024年現在では画像生成タスクにおける標準的な評価指標の1つとされている。StyleGAN やStyleGAN2 などの高解像度画像生成モデルにも使われている。
最近では、CLIP埋め込み空間での比較により、FIDの限界を補完しようとする研究も進められている。

## 概要
FID スコアの目的は、生成モデルによって作られた画像の分布と、参照データセット内の画像の分布との多様性を比較することである。参照データセットには、ImageNet や COCO-2014 が用いられることがある。 参照画像セットは、モデルが作ろうとしている画像の全多様性を代表するものでなければならないため、大規模なデータセットを使用することが重要である。
拡散モデルなどの生成モデルは、訓練データセットに含まれる画像とは異なるが、参照画像の特徴をもつ新しい画像を生成する。このため、生成された画像を訓練セット内の画像と画素単位で比較することでモデルの品質を評価することはできない。例えばL2ノルムを用いた比較がこれにあたる。
代わりに、FID は2つの画像集合をそれぞれ多変量ガウス分布 {\displaystyle {\mathcal {N}}(\mu ,\Sigma )} および {\displaystyle {\mathcal {N}}(\mu ',\Sigma ')} から抽出されたものと仮定し、その2つのガウス分布間のアースムーバー距離、すなわちワッサースタイン距離を計算する。
画像を画素単位で直接比較するのではなく（例えばL2ノルムのように）、FID は Inception v3 の最も深い層（最終プーリング層）の2048次元活性化ベクトルの平均と共分散を比較する。この層は、犬の品種や飛行機といった実世界の対象に対応する出力ノードに近く、画像の入力に近い浅い層よりも高次の特徴を捉えている。したがって、FID は両画像集合に共通する高レベル特徴の出現頻度を比較する。
すべての画像を Inception ネットワークに通した後、2つのデータセットにおける最終層の平均および共分散の統計量から、次の距離が計算される：{\displaystyle d_{F}({\mathcal {N}}(\mu ,\Sigma ),{\mathcal {N}}(\mu ',\Sigma '))^{2}=\lVert \mu -\mu '\rVert _{2}^{2}+\operatorname {tr} \left(\Sigma +\Sigma '-2\left(\Sigma \Sigma '\right)^{\frac {1}{2}}\right)}この値が小さいほど、生成画像が実画像の分布に近いことを意味する。

## 数式的定義
任意の有限な平均と分散をもつ確率分布 {\displaystyle \mu }, {\displaystyle \nu } に対して、{\displaystyle \mathbb {R} ^{n}} 上のアースムーバー距離またはフレシェ距離は次のように定義される：{\displaystyle d_{F}(\mu ,\nu ):=\left(\inf _{\gamma \in \Gamma (\mu ,\nu )}\int _{\mathbb {R} ^{n}\times \mathbb {R} ^{n}}\|x-y\|^{2}\,\mathrm {d} \gamma (x,y)\right)^{1/2},}ここで、{\displaystyle \Gamma (\mu ,\nu )} は、{\displaystyle \mathbb {R} ^{n}\times \mathbb {R} ^{n}} 上のすべての確率測度の集合であり、その周辺分布がそれぞれ {\displaystyle \mu } および {\displaystyle \nu } に等しいものとする（この集合 {\displaystyle \Gamma (\mu ,\nu )} は、{\displaystyle \mu } と {\displaystyle \nu } のすべての カップリング の集合とも呼ばれる）。
{\displaystyle \mu ,\nu } が多変量正規分布 {\displaystyle {\mathcal {N}}(\mu ,\Sigma )} および {\displaystyle {\mathcal {N}}(\mu ',\Sigma ')} の場合、この距離は次の閉形式で表現できる：{\displaystyle d_{F}({\mathcal {N}}(\mu ,\Sigma ),{\mathcal {N}}(\mu ',\Sigma '))^{2}=\lVert \mu -\mu '\rVert _{2}^{2}+\operatorname {tr} \left(\Sigma +\Sigma '-2(\Sigma \Sigma ')^{1/2}\right)}この式により、FID を擬似コードとして次のように定義できる：
入力：関数 {\displaystyle f:\Omega _{X}\to \mathbb {R} ^{n}}
入力：2つのデータセット {\displaystyle S,S'\subset \Omega _{X}}
{\displaystyle f(S),f(S')\subset \mathbb {R} ^{n}} を計算
それぞれに対応するガウス分布 {\displaystyle {\mathcal {N}}(\mu ,\Sigma ),{\mathcal {N}}(\mu ',\Sigma ')} をフィッティング
出力：{\displaystyle d_{F}({\mathcal {N}}(\mu ,\Sigma ),{\mathcal {N}}(\mu ',\Sigma '))^{2}}
多くの実用的な設定では、{\displaystyle \Omega _{X}} は画像の空間であり、{\displaystyle f} はImageNetで訓練された Inception v3 モデル（最終分類層を除く）である。具体的には、最終プーリング層の2048次元の活性化ベクトルである。データセット {\displaystyle S} および {\displaystyle S'} の一方は、ImageNet のような参照画像群、もう一方はGAN や拡散モデルなどの生成モデルにより生成された画像群である。

## 応用と変種
FIDは画像だけでなく、音声や動画、分子構造の生成モデルの評価にも応用されている：
- Fréchet Audio Distance (FAD)：音声強調アルゴリズムの評価[11]

- Fréchet Video Distance (FVD)：動画生成モデルの評価[12]

- Fréchet ChemNet Distance (FCD)：創薬向け分子生成モデルの評価[13]

## 限界
FIDは少量データでは統計的にバイアスがかかることが知られている。
また、ドメイン適応やゼロショット生成などのタスクでは、グラウンドトゥルースとの距離では性能を適切に評価できないことがある。さらに、FIDはInception Scoreよりは人間の評価と一致しやすいが、完全ではない。